# Krzysztof Biegun
Krzysztof Biegun (Gilowice, 21 mei 1994) is een Poolse schansspringer.

## Carrière
Bij zijn wereldbekerdebuut, in februari 2013 in Oberstdorf, scoorde Biegun direct zijn eerste wereldbekerpunt. Op 24 november 2013, in de tweede wereldbekerwedstrijd uit zijn carrière, boekte de Pool in Klingenthal zijn eerste wereldbekerzege.

## Resultaten

### Wereldbeker
Eindklasseringen
| Seizoen   | Algm | SV  | 4S  |
| --------- | ---- | --- | --- |
| 2012/2013 | 81e  | 58e | –   |
| 2013/2014 | 35e  | -   | 35e |

Wereldbekerzeges
| Datum            | Plaats      | Schans |
| ---------------- | ----------- | ------ |
| 24 november 2013 | Klingenthal | HS140  |

### Grand-Prix
Eindklasseringen
| Jaar | Plaats |
| ---- | ------ |
| 2012 | 67e    |
| 2013 | 5e     |

Grand-Prixzeges
| Datum            | Plaats | Schans |
| ---------------- | ------ | ------ |
| 23 augustus 2013 | Hakuba | HS131  |